# Blasfemia (novela)
Blasfemia (Blasphemy) es una novela de intriga y ciencia ficción del escritor estadounidense Douglas Preston, publicada originariamente en 2007. En ella, Preston desarrolla el personaje que aparecía en su anterior novela Tiranosaurio llamado Wyman Ford, el cual una vez que abandona el convento de Nuevo México en el que estaba, es el protagonista de esta novela en la acción se desarrolla en torno a un acelerador de partículas que el Departamento de Energía de Estados Unidos ha ubicado en Arizona y está dirigido por el enigmático North Hazelius. El detonante se produce cuando desde el centro del acelerador se comienzan a recibir unos deconcertantes mensajes.